# Finnkampen 2005
Finnkampen 2005 avgjordes på Ullevi, Göteborg 27-28 augusti 2005.
Sverige vann dam-, pojk- och flickkampen och Finland vann herrkampen.
Herrar: Sverige - Finland 197-212
Damer: Sverige - Finland 230-179
Pojkar: Sverige - Finland 117-84
Flickor: Sverige - Finland 107-92

## Grenresultat

### Herrar
| Gren       | Etta                                                                  | Tvåa                                                                  | Trea                                                                  | Fyra                | Femma                 | Sexa              |
| 100 m      | Visa Hongisto                                                         | Jarkko Ruostekivi                                                     | Daniel Persson                                                        | Christofer Sandin   | Per Strandquist       | Nipa Tran         |
| 200 m      | Johan Wissman                                                         | Visa Hongisto                                                         | Jimisola Laursen                                                      | Christofer Sandin   | Nipa Tran             | Jonathan Åstrand  |
| 400 m      | Jimisola Laursen                                                      | Andreas Mokdasi                                                       | Abdelghani Nouidra                                                    | Thomas Nikitin      | Ari Kauppinen         | Antti Toivonen    |
| 800 m      | Mattias Claesson                                                      | Rizak Dirshe                                                          | Jonas Hamm                                                            | Juha Kukkamo        | Fredrik Karlsson      | Mikko Lahtio      |
| 1 500 m    | Jonas Hamm                                                            | Erik Emilsson                                                         | Juha Kukkamo                                                          | Mikael Bergdahl     | Mounier El Guerouaoui | Rizak Dirshe DQ   |
| 5 000 m    | Mustafa Mohamed                                                       | Henrik Skoog                                                          | Jussi Utriainen                                                       | Mikael Talasjoki    | Per Jacobsen          | Juha Hellstén     |
| 10 000 m   | Oskar Käck                                                            | Janne Holmén                                                          | Jussi Utriainen                                                       | Joakim Johansson    | Simo Wannas           | Erik Petersson    |
| 110 m h    | Robert Kronberg                                                       | Juha Sonck                                                            | Matti Niemi                                                           | Markus Vilén        | Joakim Blaschke       | Philip Nossmy     |
| 400 m h    | Ari-Pekka Lattu                                                       | Jussi Heikkilä                                                        | Kimmo Haapasalo                                                       | Alexander Ljunggren | Niklas Larsson        | Jimmy Palm        |
| 3 000 m h  | Mustafa Mohamed                                                       | Mikael Talasjoki                                                      | Per Jacobsen                                                          | Erik Emilsson       | Teppo Syrjälä         | Francis Kirwa     |
| 10 km gång | Jani Lehtinen                                                         | Bengt Bengtsson                                                       | Timo Viljanen                                                         | Jarkko Kinnunen     | Fredrik Svensson      | Ato Ibanez DQ     |
| Längdhopp  | Tommi Evilä                                                           | David Frykholm                                                        | Kenneth Kastrén                                                       | Daniel Arnsten      | Michel Tornéus        | Petteri Lax       |
| Tresteg    | Anton Andersson                                                       | Johan Meriluoto                                                       | Johan Attersand                                                       | Erik Eriksson       | Antti Inkinen         | Mikael Inkeroinen |
| Höjdhopp   | Stefan Holm                                                           | Linus Thörnblad                                                       | Heikki Taneli                                                         | Oskari Frösén       | Joel Spolén           | Mikael Rajala     |
| Stavhopp   | Patrik Kristiansson                                                   | Alhaji Jeng                                                           | Vesa Rantanen                                                         | Mikko Latvala       | Matti Mononen         | Gustaf Hultgren   |
| Kula       | Ville Tiisanoja                                                       | Tepa Reinikainen                                                      | Jimmy Nordin                                                          | Mika Vasara         | Stefan Blomqvist      | Manuel Brändeborn |
| Diskus     | Timo Tompuri                                                          | Mikko Kyyrö                                                           | Mika Loikkanen                                                        | Christian Ehrenborg | Linus Bernhult        | Manuel Brändeborn |
| Spjut      | Tero Pitkämäki                                                        | Tero Järvenpää                                                        | Antti Ruuskanen                                                       | Daniel Rangvaldsson | Magnus Arvidsson      | Andreas Wulff     |
| Slägga     | Olli-Pekka Karjalainen                                                | David Söderberg                                                       | Jarkko Paljakka                                                       | Bengt Johansson     | Mattias Jons          | Per Karlsson      |
| 4x100 m    | Finland                                                               | Finland                                                               | Finland                                                               | Sverige             | Sverige               | Sverige           |
| 4x400 m    | Sverige Mattias Claesson Thomas Nikitin Andreas Mokdasi Johan Wissman | Sverige Mattias Claesson Thomas Nikitin Andreas Mokdasi Johan Wissman | Sverige Mattias Claesson Thomas Nikitin Andreas Mokdasi Johan Wissman | Finland             | Finland               | Finland           |

### Damer
| Gren      | Etta                                                           | Tvåa                                                           | Trea                                                           | Fyra                     | Femma                   | Sexa                    |
| 100 m     | Susanna Kallur                                                 | Jenny Kallur                                                   | Carolina Klüft                                                 | Heidi Hannula            | Ilona Ranta             | Sari Keskitalo          |
| 200 m     | Susanna Kallur                                                 | Carolina Klüft                                                 | Jenny Kallur                                                   | Sari Keskitalo           | Heidi Hannula           | Kirsi Mykkänen          |
| 400 m     | Kirsi Mykkänen                                                 | Lena Aruhn                                                     | Emma Agerbjer                                                  | Carla Bosco              | Frida Näsman-Fagerström | Mari Järvenpää          |
| 800 m     | Mari Järvenpää                                                 | Suvi Myllymäki                                                 | Johanna Risku                                                  | Charlotte Schönbeck      | Louise Fredriksson      | Johanna Hallberg        |
| 1 500 m   | Johanna Risku                                                  | Kajsa Haglund                                                  | Ulrika Johansson                                               | Minna Nummela            | Sanna Karia             | Hanna Karlsson          |
| 5 000 m   | Anne-Mari Sandell-Hyvärinen                                    | Lisa Blommé                                                    | Christin Johansson                                             | Ida Nilsson              | Tarja Vesaluoma         | Riina Tolonen           |
| 10 000 m  | Anne-Marie Sandell-Hyvärinen                                   | Lena Gavelin                                                   | Anneli Fransson                                                | Maija Oravamäki          | Anna Rahm               | Maria Söderström        |
| 100 m h   | Susanna Kallur                                                 | Jenny Kallur                                                   | Hanna Korell                                                   | Johanna Halkoaho         | Piia Roslund            | Carolina Klüft DNF      |
| 400 m h   | Louise Gundert                                                 | Ilona Ranta                                                    | Anneli Melin                                                   | Nadja Petersen           | Milla Kelo              | Sinikka Leminen         |
| 3 000 m h | Christin Johansson                                             | Ebba Stenbäck                                                  | Ulrika Johansson                                               | Mira Tuominen            | Tarja Vesaluoma         | Sanna Lampi             |
| 5 km gång | Monica Svensson                                                | Outi Sillanpää                                                 | Susanne Johansson                                              | Jaana Eskelinen          | Kerstin Malm            | Karolina Kaasalainen DQ |
| Längdhopp | Carolina Klüft                                                 | Johanna Halkoaho                                               | Heli Koivula-Krueger                                           | Daniela Lincoln-Saavedra | Pia Wikstedt            | Lina Quick              |
| Tresteg   | Camilla Johansson                                              | Natalia Kilpeläinen                                            | Teija Hannila                                                  | Sara Brankell            | Elina Sorsa             | Mfon Etim               |
| Höjdhopp  | Kajsa Bergqvist                                                | Emma Green                                                     | Niina Masalin                                                  | Tiina Hakanen            | Jonna Anias             | Jenny Isgren            |
| Stavhopp  | Kirsten Belin                                                  | Hanna-Mia Persson                                              | Linda Persson                                                  | Minna Nikkanen           | Aino-Maija Karvinen     | Miina Kenttä            |
| Kula      | Catharina Andersson                                            | Helena Engman                                                  | Linda Nestorsson                                               | Hennariikka Järvinen     | Niina Kelo              | Suvi Helin              |
| Diskus    | Anna Söderberg                                                 | Niina Kelo                                                     | Annika Larsson                                                 | Tanja Mäkinen            | Maria Pettersson        | Anita Hietalahi         |
| Spjut     | Paula Tarvainen                                                | Mikaela Ingberg                                                | Kirsi Ahonen                                                   | Mikaela Wieslander       | Annika Petersson        | Elisabet Walander       |
| Slägga    | Cecilia Nilsson                                                | Sini Pöyry                                                     | Merja Korpela                                                  | Tracey Andersson         | Jenni Viljanen          | Marie Hilmersson        |
| 4x100 m   | Sverige Emma Rienas Carolina Klüft Jenny Kallur Susanna Kallur | Sverige Emma Rienas Carolina Klüft Jenny Kallur Susanna Kallur | Sverige Emma Rienas Carolina Klüft Jenny Kallur Susanna Kallur | Finland                  | Finland                 | Finland                 |
| 4x400 m   | Finland                                                        | Finland                                                        | Finland                                                        | Sverige                  | Sverige                 | Sverige                 |

## Rekord
Under första dagen noterades tre nationella rekord: 
- Finländska rekord
  - Tommi Evilä, längdhopp: 8,19 (8,20 i för stark medvind)
  - det finländska stafettlaget på 4x100 m herrar (Jarkko Ruostekivi, Markus Pöyhänen, Nghi Tran, Tommi Hartonen) : 39,30 (tangerat rekord)

- Svenska rekord
  - det svenska stafettlaget på 4x100 m damer (Emma Rienas, Carolina Klüft, Jenny Kallur, Susanna Kallur): 43,61